# クリストファー・アトキンズ
クリストファー・アトキンズ（Christopher Atkins, 1961年2月21日 - ）は、アメリカ合衆国の俳優。

## 経歴
ニューヨーク州ライ生まれ。7歳の時、両親が離婚し、教師をしていた母親に育てられた。ライフガードやセーリングの教官養成高校に在学中、友人のすすめから映画『青い珊瑚礁』のオーディションを受けた結果、受験者4000人以上の関門をくぐり抜けてリチャード役に抜擢された。当時は俳優になるといった興味や関心は特に抱いていなかったというが、ブルック・シールズとの共演で映画デビューを果たす。公開後、450万ドルの製作費に対して5800万ドルの興行収入を記録する大ヒットとなり、さらに得意の水泳を生かすことのできる役であったこと、可愛げのある風貌だったことから、アトキンズはアイドルとしての確固たる地位を築き上げる。同作の演技でゴールデングローブ賞映画新人男優賞（現在は廃止）のノミネートも受けた。
1982年の映画『パイレーツ・ムービー』では主演のほか、サウンド・トラックと別にシングル・カットで発売された劇中歌"How Can I Live Without Her?" が、ビルボードチャートにおいて71位を記録。その後、レスリー・アン・ウォーレンと共演した1983年の映画『ナイト・イン・ヘブン』で、男性ストリッパーとして働きながら大学に通う、無遠慮で少々自意識過剰な学生を演じて、ゴールデンラズベリー賞主演男優賞を受賞した。
これらのフレッシュな役柄のイメージから映画出演の他に、ティーン向け雑誌の表紙に数多く登場したり、アトキンズの若々しさを前面に押し出した演出でコカ・コーラ、アディダスといった大手企業のテレビコマーシャルにも起用された。
1990年代から2000年代にかけては次第にデビュー当時の勢いが失われ、テレビ映画や小規模作品への出演が多くなってゆく。そのなか、『ブルック・シールズのハロー!スーザン』にゲスト出演し、かつての共演者ブルック・シールズと再び共演を果たしている。
私生活においては1985年にオーストラリア人のリン・バーロンと結婚して2人の子供をもうけたが、のちに離婚。また、アウトドアスポーツの会社を所有しており、ルアーの特許を取得するなどしている。

## 主な作品
- 青い珊瑚礁 - The Blue Lagoon （1980年）
- 世界名作童話 白鳥の湖 - Swan Lake （1981年、英語版吹替）
- パイレーツ・ムービー - The Pirate Movie （1982年）
- ナイト・イン・ヘブン - A Night in Heaven （1983年）
- KGB/モスクワの陰謀 - Secret Weapons （1985年）
- 青春!ケンモント大学 - Listen to Me （1989年）
- ブラック・バタフライ - Signal One （1994年）
- エッジ・オブ・ダークネス - Project Shadowchaser III （1995年）
- ラスト・パーティ - It's My Party （1996年）
- 人質奪還/ペルー日本大使公邸占拠127日 - Breaking the Silence （1998年）
- レジェンド・オブ・ゴア - 13th Child （2002年）
- STAG スタッグ - Caved In: Prehistoric Terror （2005年）
- 紀元前1億年 - 100 Million BC (2008年)